# Elina Lampela
Elina Aino Sofia Lampela (* 18. Februar 1998 in Irving, Vereinigte Staaten) ist eine finnische Leichtathletin, die sich auf den Stabhochsprung spezialisiert hat.

## Sportliche Laufbahn
Erste Erfahrungen bei internationalen Meisterschaften sammelte Elina Lampela beim Europäischen Olympischen Jugendfestival (EYOF) 2013 in Utrecht, bei dem sie mit übersprungenen 4,05 m die Silbermedaille gewann. Im Jahr darauf belegte sie bei den Juniorenweltmeisterschaften in Eugene mit 4,10 m den neunten Platz und 2015 erreichte sie bei den Junioreneuropameisterschaften in Eskilstuna mit 4,15 m Rang vier. 2021 siegte sie mit 4,41 m bei den Paavo Nurmi Games und qualifizierte sich dann über die Weltrangliste für die Olympischen Spiele in Tokio, bei denen sie ohne einen gültigen Versuch in der Vorrunde ausschied. Im Jahr darauf schied sie bei den Weltmeisterschaften in Eugene mit 4,20 m in der Qualifikationsrunde aus und gelangte anschließend bei den Europameisterschaften in München mit 4,40 m auf Rang elf. 2023 verpasste sie bei den Halleneuropameisterschaften in Istanbul mit 4,45 m den Finaleinzug. Im August schied sie bei den Weltmeisterschaften in Budapest mit 4,50 m in der Qualifikationsrunde aus. Im Jahr darauf belegte sie bei den Europameisterschaften in Rom mit 4,58 m den vierten Platz und anschließend wurde sie bei den Olympischen Sommerspielen in Paris mit 4,40 m im Finale 14.
2025 belegte sie bei den Halleneuropameisterschaften in Apeldoorn mit 4,70 m den vierten Platz, ehe sie bei den Hallenweltmeisterschaften kurz darauf in Nanjing mit 4,30 m auf den zwölften Platz gelangte.
In den Jahren 2022 und 2024 wurde Lampela finnische Meisterin im Stabhochsprung im Freien sowie 2021, 2023 und 2025 in der Halle.